# Haas VF-21
La Haas VF-21 è una monoposto di Formula 1 realizzata dalla Haas per gareggiare nel campionato mondiale di Formula 1 2021. La vettura è stata presentata il 10 marzo 2021 ed è una stretta evoluzione della precedente Haas VF-20, essendo basata sullo stesso telaio e condividendone molti componenti non modificabili per regolamento.

## Contesto

### Piloti
Romain Grosjean non viene riconfermato dalla Haas per il 2021: il francese saluta il team dopo cinque stagioni per passare nel campionato Indycar e il suo posto viene preso dal tedesco Mick Schumacher, campione del mondo in Formula 2 nella passata stagione e canterano della Ferrari Driver Academy nonché figlio del sette volte campione iridato Michael Schumacher; non viene riconfermato neanche il danese Kevin Magnussen, a cui succede il pilota russo Nikita Mazepin, proveniente anch'egli dalla Formula 2 e forte del munifico sponsor Uralkali, azienda del settore minerario di proprietà del padre, il magnate russo Dmitry Mazepin.

## Livrea
La livrea subisce un radicale cambiamento rispetto alla livrea della vettura precedente e abbandona i classici colori della Haas a favore di uno sfondo completamente bianco, portando con sé i colori della bandiera russa, presenti sui flap dell'ala anteriore e su una lunga striscia che va dal muso fino al cofano motore e alla pinna, dovuti al nuovo title sponsor Uralkali, il cui logo è presente sul cofano motore, dietro l'ala posteriore, sull'halo e sulle paratie laterali dell'ala anteriore. Sulle pance e sulla parte anteriore dell'ala posteriore rimane il grande logo rosso della Haas. Sulle paratie laterali dell'ala posteriore, sull'attacco dell'halo al telaio, sui sidepods e sul muso sono presenti i loghi del nuovo sponsor 1&1 IONOS.

## Caratteristiche
La VF-21 non differisce molto dalla precedente VF-20, essendo i regolamenti del 2021 molto restrittivi in termini di evoluzione dell’auto, ma, come imposto dal regolamento, è dotata di un nuovo fondo che è ridotto nella parte posteriore e di un diffusore e delle prese dei freni posteriori con appendici aerodinamiche anch’esse ridotte nelle dimensioni. Nonostante ai team fosse concesso l'utilizzo di due gettoni utili a modificare alcune componenti della vettura la Haas non ne ha usufruito, limitandosi quindi a modificare le precedente vettura adattandola ai nuovi limiti regolamentari e introducendo alcune novità aerodinamiche che riguardano i bargeboard, i sidepods ed il diffusore. La vettura inoltre beneficia del motore Ferrari 065/6.

## Carriera agonistica

### Campionato
Il campionato della Haas sembra continuare sulla falsariga di quello precedente, con Schumacher e Mazepin che subiscono pesanti distacchi dalla vetta e sono relegati costantemente in ultima fila sin dal debutto in Bahrein, dove Schumacher riesce a concludere la gara in 16ª e ultima posizione mentre Mazepin va contro le barriere di protezione poche curve dopo il via. Nel successivo Gran Premio di Imola entrambi i piloti riescono a concludere la gara mentre a Portimao Schumacher, che fino a questo punto è in vantaggio nel confronto diretto con il compagno di squadra, riesce a concludere davanti alla Williams di Nicholas Latifi ripetendosi in qualifica anche a Barcellona.
Nonostante la poca competitività che non permette mai né al tedesco né al russo di lottare per la zona punti in tutto l'arco del campionato, Schumacher riesce ad accedere sorprendentemente alla Q2 in due occasioni, in Francia e Turchia, oltre che a rendersi protagonista di un duello con la più quotata Red Bull di Max Verstappen in Ungheria, la gara migliore della Haas nel 2021: dopo aver anche occupato la decima posizione grazie a un avvio di gara molto concitato, Schumacher perde la zona punti a discapito dell'olandese in rimonta chiudendo comunque in dodicesima posizione, miglior risultato in stagione per sé e il team statunitense.
Al rientro dalla pausa estiva, Mazepin "ottiene" il giro veloce in Belgio, in una gara che, di fatto, non si è corsa tra numerose interruzioni causa meteo e altrettante polemiche: infatti il Gran Premio è convalidato da tre giri percorsi sotto regime di safety car e alla fine del secondo il russo passa sotto il traguardo con il miglior tempo sul giro, che non viene ovviamente assegnato dalla FIA in quanto ritenuto "non valido" e che non avrebbe comunque portato il mezzo punto al team dato che Mazepin era ampiamente fuori dalla zona punti, criterio base per l'assegnazione del punto addizionale.
Da qui fino a fine anno i risultati rimangono costantemente gli stessi e la Haas chiude dunque la stagione all'ultimo posto con zero punti, evento mai accaduto nella fin qui breve storia del team.

## Piloti
| Piloti ufficiali                             | Piloti ufficiali  | Piloti ufficiali |
| Nazione                                      | Nome              | Numero           |
| -------------------------------------------- | ----------------- | ---------------- |
| Federazione Automobilistica Russa (bandiera) | Nikita Mazepin    | 9                |
| Germania (bandiera)                          | Mick Schumacher   | 47               |
| Pilota di riserva                            |                   |                  |
| Nazione                                      | Nome              | Numero           |
| Brasile (bandiera)                           | Pietro Fittipaldi | 51               |

## Risultati in Formula 1
| Anno | Team | Motore  | Gomme | Piloti     |     |    |    |    |    |    |    |    |    |    |     |    |     |     |     |    |    |     |    |    |     |    | Punti | Pos. |
| ---- | ---- | ------- | ----- | ---------- | --- | -- | -- | -- | -- | -- | -- | -- | -- | -- | --- | -- | --- | --- | --- | -- | -- | --- | -- | -- | --- | -- | ----- | ---- |
| 2021 | Haas | Ferrari | P     | Mazepin    | Rit | 17 | 19 | 19 | 17 | 14 | 20 | 18 | 19 | 17 | Rit | 17 | Rit | Rit | 18  | 20 | 17 | 18  | 17 | 18 | Rit | NP | 0     | 10º  |
| 2021 | Haas | Ferrari | P     | Schumacher | 16  | 16 | 17 | 18 | 18 | 13 | 19 | 16 | 18 | 18 | 12  | 16 | 18  | 15  | Rit | 19 | 16 | Rit | 18 | 16 | Rit | 14 | 0     | 10º  |

| Legenda | 1º posto     | 2º posto | 3º posto    | A punti         | Senza punti/Non class.  | Grassetto – Pole position Corsivo – Giro più veloce Apice – Risultato Qualifica Sprint (A punti) |
| Legenda | Squalificato | Ritirato | Non partito | Non qualificato | Solo prove/Terzo pilota | Grassetto – Pole position Corsivo – Giro più veloce Apice – Risultato Qualifica Sprint (A punti) |